# Ą
Ą (minúscula: ą) es una letra en el alfabeto polaco, casubio, lituano, creek, navajo, apache occidental, chiricahua, osage, hocąk, mescalero, gwich'in y tutchone. Se forma a partir de la letra A con un ogonek (también llamada «colita») y a excepción de en lituano moderno y polaco, denota una A nasal.

## Polaco
En polaco y casubio, ą se encuentra justo después de la A en el alfabeto y nunca aparece al principio de una palabra. Originalmente ą era una A nasal, pero en tiempos modernos su pronunciación ha mutado a una O nasal. La letra no tiene una pronunciación determinada sencilla, aunque la mayoría de las veces se pronuncia /ɔw̃/, o simplemente /ɔ/ seguida de una consonante nasal. Por lo tanto, ą  puede pronunciarse como /ɔn/, /ɔm/, /ɔŋ/, /ɔɳ/, /ɔɲ/ .
Al contrario que en francés, pero similar al portugués ão, las vocales nasales en polaco son asincrónicas: se pronuncian como una vocal oral más una semivocal nasal [ɔw̃] o una vocal nasal más una semivocal nasal. En aras de la simplicidad, a veces se representa como /ɔ̃/ :
- obowiązek ("obligación"), pronunciado /ɔbɔˈvʲɔw̃zɛk/
- robią ("hacen"), [ˈrɔbʲɔw̃]
- wciąż ("aún"), [ˈft͡ɕɔw̃ʂ]

Antes de las oclusivas y africadas, se pronuncia como vocal oral más consonante nasal, como /ɔn/ antes de la mayoría de consonantes y /ɔm/ antes de p o b :
- kąpać ("bañar") pronunciado /ˈkɔmpat͡ɕ/
- pająk ("araña"), [ˈpajɔŋk]
- bądź (imperativo de "ser"), como en Bądź cierpliwy! ("¡sé paciente!"), [ˈbɔɲt͡ɕ]
- oglądając ("mirando"), [ɔɡlɔnˈdajɔnt͡s]

En los dialectos de algunas regiones, ą en posición final también se pronuncia como /ɔm/ ; así, robią ocasionalmente se pronuncia como [ˈrɔbʲɔm] .

### Historia
En polaco ą pasó de ser A larga nasal en polaco medieval a una O corta nasal  en el moderno. La vocal medieval, junto con su contraparte corta, evolucionó a su vez a partir de la combinación nasal *ę y *ǫ del protoeslavo tardío.
| Proto-eslavo temprano | *em/*en/*im/*in y *am/*an/*um/*un                                             |
| Proto-eslavo tardío   | /ẽ/ y /õ/ transcrito ⟨ę⟩ ⟨ǫ⟩                                                  |
| Polaco medieval       | /ã/ corta y larga, a veces escrito aprox. ⟨ø⟩                                 |
| Polaco moderno        | /ã/ corto → /ɛw̃/ /ɛn/ /ɛm/ escrita ⟨ę⟩ /ã/ larga → /ɔw̃/ /ɔn/ /ɔm/ escrita ⟨ą⟩ |

Otra explicación está relacionada con la adopción de la ortografía de estilo checo antiguo del alfabeto latino para escribir en polaco a principios del siglo XVI. En Polonia-Lituania, el latín todavía dominaba la escritura en el Reino de Polonia, y la lengua vernácula cirílica del ruteno había sido de uso oficial en el Gran Ducado de Lituania desde el siglo XIII. En la pronunciación, la letra cirílica arcaica yus grande (Ѫ ѫ) corresponde a la pronunciación del polaco ą . Sin embargo, es yus pequeño (Ѧ ѧ), que es fonéticamente similar a ę y, lo que es más importante, comparte semejanzas visuales con la letra inicial del alfabeto latino (A, a) más un ogonek, que algunos creen que llevó a la introducción de ogonek. Esto, según los defensores de la teoría, resultó en la letra ą para denotar la o nasal, cuando lógicamente debería haber sido ǫ en lugar de ą . Cuando el ogonek ya estaba en su lugar como el diacrítico para marcar la nasalidad en las vocales, se añadió a e, lo que resultó en ę para la e nasal.

### Alternancias
La letra a menudo se alterna con ę.
- "diente": ząb → zęby ("dientes"),
"serpiente": wąż → węże ("serpientes")
- "marido" en nominativo : mąż → z mężem ("con marido", en caso instrumental )
- "peso": ciężar → ciążyć ("pesar, ser una carga"),
"mes": miesiąc → miesięczny ("mensual"),
"un juez": sędzia → sądzić ("juzgar, pensar")
- "fila" en nominativo : rząd → cztery razy z rzędu ("cuatro veces seguidas (en fila)", caso genitivo )

Sin embargo, en palabras derivadas de rząd ("gobierno"), la vocal no cambia. Por lo tanto, rządu ( genitivo de rząd ) retiene el ą , p.ej., rozporządzenie rządu ("ordenanza del gobierno")

### Ejemplos de audio
- mążⓘ ("husband")
- Wyrazy z literą Ą.oggⓘ ("example nouns with letter Ą")

## Lituano
En la lengua moderna lituana, ha dejado de ser nasal y se pronuncia como una A larga. Es la segunda letra del alfabeto lituano y tiene el nombre de a nosinė (A nasal).
La letra se encuentra con mayor frecuencia al final de los sustantivos para construir una terminación del caso acusativo, como en aslą [aːslaː], el acusativo de asla (planta baja); tanto a como ą en aslą se pronuncian [aː] (a larga). Así, ą se usa para distinguir entre la transcripción del acusativo y los casos nominativos del sustantivo asla .
También se usa al convertir verbos en presente en participios, p. ej., matąs alguien que está viendo (matyti) ahora mismo.
Las formas nasales an/am ahora se pronuncian [aː], como en sąrašas (lista) y san-grąža (facturación, devolución).
En algunos casos, ą, ę, į (pero nunca ė) pueden usarse en diferentes formas indistintamente, como en tąsa (extensión) - tęsia (extender) - tįsoti (tumbarse extendido). Finalmente, algunos verbos lo tienen en medio de la palabra pero solo en el presente, por ejemplo, bąla (está blanqueando), pero no pabalo (ha  blanqueado).
La letra también se puede encontrar al principio de algunas palabras, p. ej., ąsotis [a:so:tis] (jarra).

## América

El ogonek en idiomas europeos está unido a la pata derecha de A.
En idiomas nativos americanos, está debajo del centro de A.

En algunas lenguas indígenas de América, la letra denota una A con sonido nasal:
- Apache occidental
- Chiricahua
- Arroyo
- Gwich'in
- Hochunk (Winnebago)
- Mescalero
- Navajo
- Tutchone

## Elfdalian
El alfabeto elfdaliano contiene las letras que aparecen en el alfabeto sueco, así como varias letras con ogonek para denotar la nasalidad. Ą y ą denotan una A nasal.

## Lenguajes reconstruidos
Los eruditos que han reconstruido el idioma protogermánico (el antepasado de todos los idiomas germánicos modernos, hablado entre el 500 a. C. y el 500 d. C.) usan la letra ą para denotar una vocal nasal .

## Unicode
| Carácter      | Ą                                  | Ą                                  | ą                                | ą                                |
| ------------- | ---------------------------------- | ---------------------------------- | -------------------------------- | -------------------------------- |
| Unicode       | LATIN CAPITAL LETTER A WITH OGONEK | LATIN CAPITAL LETTER A WITH OGONEK | LATIN SMALL LETTER A WITH OGONEK | LATIN SMALL LETTER A WITH OGONEK |
| Codificación  | decimal                            | hex                                | decimal                          | hex                              |
| Unicode       | 260                                | U+0104                             | 261                              | U+0105                           |
| UTF-8         | 196 132                            | C4 84                              | 196 133                          | C4 85                            |
| Ref. numérica | &#260;                             | &#x104;                            | &#261;                           | &#x105;                          |